# 吉布地內戰
吉布提內戰（也稱為阿法爾叛亂）是吉布提的一場衝突，從 1991 年持續到 1994 年，造成數千人死亡。 阿法爾人和伊薩人之間這種不平衡的權力分配導致了內戰，該國蹂躪了三年。